# Danh sách đĩa nhạc của Calvin Harris
Nhà sản xuất thu âm, DJ, ca sĩ và người viết bài hát người Scotland Calvin Harris đã phát hành bốn album phòng thu, một album mix, ba đĩa mở rộng, 24 đĩa đơn (bao gồm ba đĩa đơn với vai trò nghệ sĩ hợp tác), 12 đĩa đơn quảng bá và 31 video âm nhạc. Tính tới tháng 11 năm 2014, Harris đã bán được 8.176.180 bản đĩa đơn và bài hát tại Anh Quốc.
Album đầu tay của Harris, I Created Disco, được phát hành tháng 6 năm 2007. Album đạt cao nhất vị trí thứ tám trên bảng xếp hạng UK Albums Chart và được chứng nhận vàng bởi British Phonographic Industry (BPI). Hai đĩa đơn đầu tiên của nó, "Acceptable in the 80s" và "The Girls", đạt cao nhất lần lượt vị trí thứ 10 và thứ ba trên bảng xếp hạng UK Singles Chart, trong khi đĩa đơn thứ ba, "Merrymaking at My Place", đạt vị trí thứ 43.
Vào tháng 8 năm 2009, Harris phát hành album phòng thu thứ hai, Ready for the Weekend, khởi đầu tại vị trí thứ nhát trên bảng xếp hạng UK Albums Chart và nhận được chứng nhận vàng từ BPI chỉ trong hai tháng phát hành. Đĩa đơn đầu tiên của nó, "I'm Not Alone", trở thành đĩa đơn quán quân đầu tiên của Harris trên bảng xếp hạng UK Singles Chart. "Ready for the Weekend" là đĩa đơn thứ hai của album, đạt cao nhất vị trí thứ ba tại Anh Quốc. Thêm hai đĩa đơn nữa được phát hành từ album, "Flashback" và "You Used to Hold Me", lần lượt đạt vị trí thứ 18 và 27 tại Anh Quốc.
Album phòng thu thứ ba của anh, 18 Months, được phát hành tháng 10 năm 2012. Album cho thấy Harris bớt tham gia hát hơn, tập trung nhiều hơn vào sản xuất nhạc. Đây là album quán quân thứ hai liên tiếp của Harris tại quê nhà của mình. 18 Months cũng trở thành album đầu tiên của anh được xếp hạng trên bảng xếp hạng Billboard 200 tại Hoa Kỳ, đạt cao nhất tại vị trí thứ 19, và cũng đạt vị trí thứ hai tại Ireland, thứ năm tại Úc và thứ tám tại Canada. Đĩa đơn đầu tiên của album, "Bounce" hợp tác với Kelis, đạt cao nhất tại vị trí thứ hai trên bảng xếp hạng UK Singles Chart và là đĩa đơn top 10 đầu tiên của Harris tại Úc, đạt cao nhất tại vị trí thứ bảy. Đĩa đơn thứ hai, "Feel So Close", cũng đạt cao nhất vị trí thứ hai tại Anh Quốc. Bài hát đưa Harris lên tầm quốc tế, đạt vị trí thứ năm tại New Zealand và thứ bảy tại Úc, cũng như trở thành đĩa đơn được xếp hạng đầu tiên với vai trò là người biểu diễn chính trên bảng xếp hạng Hoa Kỳ Billboard Hot 100, được xếp vị trí thứ 12.
Vào năm 2011, Harris viết, sản xuất và hợp tác với Rihanna với đĩa đơn "We Found Love" của cô. Đĩa đơn này đã đứng đầu các bảng xếp hạng tại 25 quốc gia, bao gồm Anh Quốc, Hoa Kỳ, Ireland và Canada. Các đĩa đơn thứ ba và thứ tư từ 18 Months, "Let's Go" (hợp tác với Ne-Yo) và "We'll Be Coming Back" (hợp tác với Example), cả hai đều đạt vị trí thứ hai trên bảng xếp hạng tại Anh Quốc, và "Let's Go" cũng đạt cao nhất vị trí thứ 17 trên bảng xếp hạng Billboard Hot 100. Đĩa đơn thứ năm của album, "Sweet Nothing" hợp tác với Florence Welch, trở thành đĩa đơn quán quân thứ tư của Harris tại Anh Quốc và đĩa đơn top 10 đầu tiên tại Hoa Kỳ. "Drinking from the Bottle" (hợp tác với Tinie Tempah) và "I Need Your Love" (hợp tác với Ellie Goulding) là các đĩa đơn thứ sáu và thứ bảy của album. Với việc cả hai đều được xếp hạng trong top 10 tại Anh Quốc tới tháng 4 năm 2013, Harris tạo nên lịch sử bảng xếp hạng khi trở thành nghệ sĩ đầu tiên sở hữu 8 đĩa đơn top 10 chỉ trong một album phòng thu, phá vỡ kỷ lục trước đó của Michael Jackson. Đĩa đơn thứ tám và cuối cùng, "Thinking About You" hợp tác với Ayah Marar, đạt cao nhất tại vị trí thứ tám trên bảng xếp hạng UK Singles Chart.
Album phòng thu thứ tư của Harris, Motion, được phát hành tháng 10 năm 2014. Nó đạt cao nhất vị trí thứ hai trên bảng xếp hạng UK Albums Chart và thứ năm trên bảng xếp hạng US Billboard 200. Album bao gồm các đĩa đơn quán quân tại Anh Quốc "Under Control", "Summer" và "Blame", cũng như đĩa đơn top 10 "Outside".

## Album

### Album phòng thu
| Tựa đề                                                                                | Chi tiết album | Vị trí xếp hạng cao nhất | Vị trí xếp hạng cao nhất | Vị trí xếp hạng cao nhất | Vị trí xếp hạng cao nhất | Vị trí xếp hạng cao nhất | Vị trí xếp hạng cao nhất | Vị trí xếp hạng cao nhất | Vị trí xếp hạng cao nhất | Vị trí xếp hạng cao nhất | Vị trí xếp hạng cao nhất | Doanh số            | Chứng nhận                                                               |
| Tựa đề                                                                                | Chi tiết album | UK                       | AUS                      | BEL (WA)                 | CAN                      | FRA                      | GER                      | IRE                      | NL                       | NZ                       | US                       | Doanh số            | Chứng nhận                                                               |
| ------------------------------------------------------------------------------------- | --- | ------------------------ | ------------------------ | ------------------------ | ------------------------ | ------------------------ | ------------------------ | ------------------------ | ------------------------ | ------------------------ | ------------------------ | ------------------- | ------------------------------------------------------------------------ |
| I Created Disco                                                                       | - Phát hành: 15 tháng 6 năm 2007 - Nhãn đĩa: Fly Eye, Columbia - Định dạng: CD, LP, tải kỹ thuật số                  | 8                        | —                        | —                        | —                        | 95                       | —                        | 34                       | —                        | —                        | —                        | - Anh Quốc: 223.845 | - BPI: Vàng                                                              |
| Ready for the Weekend                                                                 | - Phát hành: 14 tháng 8 năm 2009 - Nhãn đĩa: Fly Eye, Columbia - Định dạng: CD, LP, tải kỹ thuật số                  | 1                        | 39                       | 74                       | —                        | 139                      | —                        | 6                        | —                        | —                        | —                        | - Anh Quốc: 274.786 | - BPI: Vàng                                                              |
| 18 Months                                                                             | - Phát hành: 26 tháng 10 năm 2012 - Nhãn đĩa: Deconstruction, Fly Eye, Columbia - Định dạng: CD, LP, tải kỹ thuật số | 1                        | 5                        | 44                       | 8                        | 110                      | 63                       | 2                        | 48                       | 4                        | 19                       | - Anh Quốc: 815.636 | - BPI: 3× Bạch kim - ARIA: Bạch kim - IRMA: Vàng - MC: Vàng - RMNZ: Vàng |
| Motion                                                                                | - Phát hành: 31 tháng 10 năm 2014 - Nhãn đĩa: Fly Eye, Columbia - Định dạng: CD, LP, tải kỹ thuật số                 | 2                        | 3                        | 25                       | 2                        | 20                       | 20                       | 5                        | 25                       | 4                        | 5                        | - Hoa Kỳ: 66.000    | - BPI: Bạch kim - ARIA: Vàng                                             |
| Ký hiệu "—" chỉ bản thu không được xếp hạng hoặc không được phát hành tại khu vực đó. | |                          |                          |                          |                          |                          |                          |                          |                          |                          |                          |                     |                                                                          |

### Album mix
- L.E.D. Festival Presents Calvin Harris (2010)

## Đĩa mở rộng
- Napster Live Session (2007)
- iTunes Live: Berlin Festival (2008)
- iTunes Live: London Festival '09 (2009)

## Đĩa đơn

### Nghệ sĩ chính
| Tựa đề                                                                                | Năm  | Vị trí xếp hạng cao nhất | Vị trí xếp hạng cao nhất | Vị trí xếp hạng cao nhất | Vị trí xếp hạng cao nhất | Vị trí xếp hạng cao nhất | Vị trí xếp hạng cao nhất | Vị trí xếp hạng cao nhất | Vị trí xếp hạng cao nhất | Vị trí xếp hạng cao nhất | Vị trí xếp hạng cao nhất | Chứng nhận | Album                   |
| Tựa đề                                                                                | Năm  | UK                       | AUS                      | BEL (FL)                 | CAN                      | FRA                      | GER                      | IRE                      | NL                       | NZ                       | US                       | Chứng nhận | Album                   |
| ------------------------------------------------------------------------------------- | ---- | ------------------------ | ------------------------ | ------------------------ | ------------------------ | ------------------------ | ------------------------ | ------------------------ | ------------------------ | ------------------------ | ------------------------ | --- | ----------------------- |
| "Acceptable in the 80s"                                                               | 2007 | 10                       | 97                       | —                        | —                        | —                        | 30                       | 30                       | —                        | —                        | —                        | - BPI: Bạc | I Created Disco         |
| "The Girls"                                                                           | 2007 | 3                        | 33                       | —                        | —                        | —                        | —                        | 23                       | —                        | —                        | —                        | | I Created Disco         |
| "Merrymaking at My Place"                                                             | 2007 | 43                       | —                        | —                        | —                        | —                        | —                        | —                        | —                        | —                        | —                        | | I Created Disco         |
| "I'm Not Alone"                                                                       | 2009 | 1                        | 48                       | 13                       | —                        | —                        | —                        | 4                        | —                        | 40                       | —                        | - BPI: Bạch kim - ARIA: Bạch kim                                                                                               | Ready for the Weekend   |
| "Ready for the Weekend"                                                               | 2009 | 3                        | —                        | —                        | —                        | —                        | —                        | 9                        | —                        | —                        | —                        | - BPI: Bạc | Ready for the Weekend   |
| "Flashback"                                                                           | 2009 | 18                       | 38                       | —                        | —                        | —                        | —                        | 23                       | —                        | —                        | —                        | | Ready for the Weekend   |
| "You Used to Hold Me"                                                                 | 2010 | 27                       | 57                       | —                        | —                        | —                        | —                        | 30                       | —                        | —                        | —                        | - ARIA: Bạch kim | Ready for the Weekend   |
| "Bounce (hợp tác với Kelis)                                                           | 2011 | 2                        | 7                        | 7                        | —                        | —                        | —                        | 6                        | 28                       | 6                        | —                        | - BPI: Bạch kim - ARIA: 3× Bạch kim - RMNZ: Vàng                                                                               | 18 Months               |
| "Feel So Close"                                                                       | 2011 | 2                        | 7                        | 25                       | 9                        | 11                       | —                        | 2                        | 15                       | 5                        | 12                       | - BPI: Bạch kim - ARIA: 4× Bạch kim - MC: 4× Bạch kim - RIAA: Bạch kim - RMNZ: Bạch kim                                        | 18 Months               |
| "Let's Go" (hợp tác với Ne-Yo)                                                        | 2012 | 2                        | 17                       | 31                       | 19                       | 117                      | 59                       | 6                        | 27                       | 14                       | 17                       | - BPI: Vàng - ARIA: Bạch kim - MC: Bạch kim                                                                                    | 18 Months               |
| "We'll Be Coming Back" (hợp tác với Example)                                          | 2012 | 2                        | 8                        | —                        | —                        | —                        | —                        | 1                        | 30                       | 16                       | —                        | - BPI: Vàng - ARIA: 2× Bạch kim - RMNZ: Vàng                                                                                   | 18 Months               |
| "Sweet Nothing" (hợp tác với Florence Welch)                                          | 2012 | 1                        | 2                        | 9                        | 15                       | 17                       | 19                       | 1                        | 22                       | 2                        | 10                       | - BPI: Bạch kim - ARIA: 3× Bạch kim - BEA: Vàng - BVMI: Vàng - MC: 2× Bạch kim - RIAA: 2× Bạch kim - RMNZ: Bạch kim            | 18 Months               |
| "Drinking from the Bottle" (hợp tác với Tinie Tempah)                                 | 2013 | 5                        | 16                       | 34                       | —                        | 62                       | —                        | 9                        | —                        | 34                       | —                        | - BPI: Vàng - ARIA: 2× Bạch kim                                                                                                | 18 Months               |
| "I Need Your Love" (hợp tác với Ellie Goulding)                                       | 2013 | 4                        | 3                        | 8                        | 13                       | 10                       | 13                       | 6                        | 29                       | 15                       | 16                       | - BPI: Bạch kim - ARIA: 3× Bạch kim - BEA: Vàng - BVMI: Bạch kim - MC: 2× Bạch kim - RIAA: Bạch kim - RMNZ: Vàng               | 18 Months               |
| "Thinking About You" (hợp tác với Ayah Marar)                                         | 2013 | 8                        | 28                       | 20                       | 58                       | 92                       | 56                       | 11                       | 21                       | 40                       | 86                       | - BPI: Bạc - ARIA: Vàng | 18 Months               |
| "Under Control" (cùng Alesso hợp tác với Hurts)                                       | 2013 | 1                        | 17                       | 42                       | 82                       | 55                       | 24                       | 5                        | —                        | 31                       | —                        | - BPI: Vàng - ARIA: Bạch kim - BVMI: Vàng                                                                                      | Motion                  |
| "Summer"                                                                              | 2014 | 1                        | 4                        | 5                        | 3                        | 15                       | 3                        | 1                        | 1                        | 19                       | 7                        | - BPI: Bạch kim - ARIA: 2× Bạch kim - BEA: Vàng - BVMI: Bạch kim - MC: 3× Bạch kim - RMNZ: Vàng - RIAA: 3× Bạch kim            | Motion                  |
| "Blame" (hợp tác với John Newman)                                                     | 2014 | 1                        | 9                        | 7                        | 11                       | 7                        | 4                        | 5                        | 1                        | 9                        | 19                       | - BPI: Bạch kim - ARIA: Bạch kim - BVMI: Vàng - MC: Bạch kim - RIAA: Bạch kim - RMNZ: Vàng                                     | Motion                  |
| "Outside" (hợp tác với Ellie Goulding)                                                | 2014 | 6                        | 7                        | 8                        | 10                       | 19                       | 1                        | 5                        | 7                        | 7                        | 29                       | - BPI: Bạch kim - ARIA: 2× Bạch kim - BVMI: Vàng - RIAA: Bạch kim - RMNZ: Bạch kim                                             | Motion                  |
| "Open Wide" (hợp tác với Big Sean)                                                    | 2015 | 23                       | 77                       | —                        | —                        | 37                       | 22                       | 63                       | —                        | —                        | —                        | | Motion                  |
| "Pray to God" (hợp tác với Haim)                                                      | 2015 | 35                       | 10                       | —                        | 68                       | 59                       | 23                       | 21                       | 25                       | 39                       | —                        | - BPI: Bạc - ARIA: Bạch kim | Motion                  |
| "How Deep Is Your Love" (với Disciples)                                               | 2015 | 2                        | 1                        | 1                        | 16                       | 2                        | 4                        | 3                        | 1                        | 2                        | 27                       | - BPI: Bạch kim - ARIA: 2× Bạch kim - BEA: Bạch kim - BVMI: Bạch kim - RIAA: Bạch kim - RMNZ: 2× Bạch kim                      | TBA                     |
| "This Is What You Came For" (hợp tác với Rihanna)                                     | 2016 | 2                        | 1                        | 4                        | 1                        | 5                        | 5                        | 1                        | 3                        | 2                        | 3                        | - BPI: 2× Bạch kim - ARIA: 5× Bạch kim - BEA: Bạch kim - BVMI: Bạch kim - MC: 4× Bạch kim - RIAA: 2× Bạch kim - RMNZ: Bạch kim | TBA                     |
| "Hype" (với Dizzee Rascal)                                                            | 2016 | 34                       | —                        | —                        | —                        | —                        | —                        | 71                       | —                        | —                        | —                        | | TBA                     |
| "My Way"                                                                              | 2016 | 4                        | 9                        | 5                        | 14                       | 4                        | 5                        | 4                        | 4                        | 10                       | 24                       | - BPI: Vàng - ARIA: Bạch kim - BEA: Bạch kim - BVMI: Vàng - MC: Bạch kim - RIAA: Vàng - RMNZ: Vàng                             | TBA                     |
| "Slide" (featuring Frank Ocean và Migos)                                              | 2017 | 10                       | 11                       | 10                       | 16                       | 15                       | 25                       | 12                       | 10                       | 8                        | 25                       | - BPI: Platinum - ARIA: 3× Platinum - BEA: Platinum - BVMI: Gold - RIAA: 2× Platinum - RMNZ: Gold - SNEP: Platinum             | Funk Wav Bounces Vol. 1 |
| "Heatstroke" (featuring Young Thug, Pharrell Williams and Ariana Grande)              | 2017 | 25                       | 23                       | —                        | 53                       | 23                       | 85                       | 33                       | —                        | —                        | 96                       | - ARIA: Gold | Funk Wav Bounces Vol. 1 |
| "Rollin" (featuring Future và Khalid)                                                 | 2017 | 43                       | 40                       | —                        | 36                       | 38                       | 94                       | 38                       | —                        | 34                       | 62                       | - ARIA: Gold | Funk Wav Bounces Vol. 1 |
| "Feels" (featuring Pharrell Williams, Katy Perry and Big Sean)                        | 2017 | 1                        | 3                        | 3                        | 5                        | 1                        | 9                        | 3                        | 7                        | 2                        | 20                       | - BPI: Platinum - ARIA: 3× Platinum - BEA: Platinum - BVMI: Gold - RIAA: Platinum - RMNZ: Platinum - SNEP: Diamond             | Funk Wav Bounces Vol. 1 |
| "Faking It" (featuring Kehlani và Lil Yachty)                                         | 2017 | 97                       | —                        | —                        | 99                       | —                        | —                        | —                        | —                        | —                        | 94                       | | Funk Wav Bounces Vol. 1 |
| "The Weekend (Funk Wav Remix)" (with SZA)                                             | 2017 | —                        | —                        | —                        | —                        | —                        | —                        | —                        | —                        | —                        | —                        | | Non-album single        |
| "Nuh Ready Nuh Ready" (featuring PartyNextDoor)                                       | 2018 | 48                       | —                        | —                        | 83                       | —                        | —                        | 76                       | —                        | —                        | —                        | | TBA                     |
| "One Kiss" (with Dua Lipa)                                                            | 2018 | —                        | —                        | —                        | —                        | —                        | —                        | —                        | —                        | —                        | —                        | | TBA                     |
| Ký hiệu "—" chỉ bản thu không được xếp hạng hoặc không được phát hành tại khu vực đó. |      |                          |                          |                          |                          |                          |                          |                          |                          |                          |                          | |                         |

### Nghệ sĩ hợp tác
| Tựa đề                                                                                | Năm  | Vị trí xếp hạng cao nhất | Vị trí xếp hạng cao nhất | Vị trí xếp hạng cao nhất | Vị trí xếp hạng cao nhất | Vị trí xếp hạng cao nhất | Vị trí xếp hạng cao nhất | Vị trí xếp hạng cao nhất | Vị trí xếp hạng cao nhất | Vị trí xếp hạng cao nhất | Vị trí xếp hạng cao nhất | Chứng nhận                                                                                                  | Album               |
| Tựa đề                                                                                | Năm  | UK                       | AUS                      | BEL (FL)                 | CAN                      | FRA                      | GER                      | IRE                      | NL                       | NZ                       | US                       | Chứng nhận                                                                                                  | Album               |
| ------------------------------------------------------------------------------------- | ---- | ------------------------ | ------------------------ | ------------------------ | ------------------------ | ------------------------ | ------------------------ | ------------------------ | ------------------------ | ------------------------ | ------------------------ | --- | ------------------- |
| "Dance wiv Me" (Dizzee Rascal hợp tác với Calvin Harris và Chrome)                    | 2008 | 1                        | 13                       | 40                       | —                        | —                        | 48                       | 5                        | —                        | —                        | —                        | - BPI: Bạch kim - ARIA: Vàng                                                                                | Tongue n' Cheek     |
| "We Found Love" (Rihanna hợp tác với Calvin Harris)                                   | 2011 | 1                        | 2                        | 3                        | 1                        | 1                        | 1                        | 1                        | 3                        | 1                        | 1                        | - BPI: 2× Bạch kim - ARIA: 6× Bạch kim - BEA: Bạch kim - BVMI: Vàng - RIAA: 9× Bạch kim - RMNZ: 3× Bạch kim | Talk That Talk      |
| "Off the Record" (Tinchy Stryder hợp tác với Calvin Harris và Burns)                  | 2011 | 24                       | —                        | —                        | —                        | —                        | —                        | —                        | —                        | —                        | —                        | | Đĩa đơn không album |
| Ký hiệu "—" chỉ bản thu không được xếp hạng hoặc không được phát hành tại khu vực đó. |      |                          |                          |                          |                          |                          |                          |                          |                          |                          |                          | |                     |

### Đĩa đơn quảng bá
| Tựa đề                                                                                | Năm  | Vị trí cao nhất | Vị trí cao nhất | Album                 |
| Tựa đề                                                                                | Năm  | UK              | IRE             | Album                 |
| ------------------------------------------------------------------------------------- | ---- | --------------- | --------------- | --------------------- |
| "Da Bongos"/"Brighter Days" (với tên Stouffer)                                        | 2002 | —               | —               | Đĩa đơn không album   |
| "Let Me Know" (hợp tác với Ayah Marar)                                                | 2004 | —               | —               | Đĩa đơn không album   |
| "Vegas"                                                                               | 2007 | —               | —               | I Created Disco       |
| "Rock Band"                                                                           | 2007 | —               | —               | Đĩa đơn không album   |
| "Colours"                                                                             | 2007 | —               | —               | I Created Disco       |
| "Yeah Yeah Yeah, La La La"                                                            | 2009 | 172             | —               | Ready for the Weekend |
| "Awooga"                                                                              | 2011 | —               | —               | 18 Months             |
| "Iron" (với Nicky Romero)                                                             | 2012 | —               | —               | 18 Months             |
| "C.U.B.A"                                                                             | 2014 | 89              | 78              | Đĩa đơn không album   |
| "Slow Acid"                                                                           | 2014 | 86              | —               | Motion                |
| "Burnin'" (với R3hab)                                                                 | 2014 | —               | —               | Motion                |
| "Overdrive (Part 2)" (với Ummet Ozcan)                                                | 2014 | —               | —               | Đĩa đơn không album   |
| Ký hiệu "—" chỉ bản thu không được xếp hạng hoặc không được phát hành tại khu vực đó. |      |                 |                 |                       |

## Các bài hát được xếp hạng khác
| Tựa đề  | Năm  | Vị trí cao nhất | Album  |
| Tựa đề  | Năm  | FRA             | Album  |
| ------- | ---- | --------------- | ------ |
| "Faith" | 2014 | 178             | Motion |

## Khách mời
| Tựa đề              | Năm  | Các nghệ sĩ khác | Album                                      |
| ------------------- | ---- | ---------------- | ------------------------------------------ |
| "Stillness in Time" | 2007 | Không            | Radio 1 Established 1967                   |
| "Century"           | 2009 | Tiësto           | Kaleidoscope                               |
| "Reminds Me of You" | 2011 | LMFAO            | Sorry for Party Rocking (phiên bản deluxe) |
| "What's Your Name"  | 2015 | Dillon Francis   | This Mixtape Is Fire                       |

## Sản xuất và sáng tác
| Tựa đề                      | Năm  | Nghệ sĩ                          | Album                                                           | Ghi công                                                       |
| --------------------------- | ---- | -------------------------------- | --------------------------------------------------------------- | -------------------------------------------------------------- |
| "Love Is the Drug"          | 2007 | Kylie Minogue                    | Radio 1 Established 1967                                        | Phối khí, sản xuất                                             |
| "Michael Jackson"           | 2007 | The Mitchell Brothers            | Dressed for the Occasion                                        | Tất cả nhạc cụ, sản xuất, sáng tác                             |
| "Heart Beat Rock"           | 2007 | Kylie Minogue                    | X                                                               | Phối khí, sản xuất, sáng tác                                   |
| "In My Arms"                | 2007 | Kylie Minogue                    | X                                                               | Sản xuất, sáng tác                                             |
| "Holiday"                   | 2009 | Dizzee Rascal hợp tác với Chrome | Tongue n' Cheek                                                 | Phối khí, sản xuất, sáng tác                                   |
| "Road Rage"                 | 2009 | Dizzee Rascal hợp tác với Chrome | Tongue n' Cheek                                                 | Phối khí                                                       |
| "Time Machine"              | 2010 | Example                          | Won't Go Quietly                                                | Tất cả nhạc cụ, sắp xếp, kỹ thuật âm thanh, phối khí, sản xuất |
| "Too Much"                  | 2010 | Kylie Minogue                    | Aphrodite                                                       | Tất cả nhạc cụ, sắp xếp, phối khí, sản xuất, sáng tác          |
| "Hands"                     | 2010 | The Ting Tings                   | Sounds from Nowheresville (phiên bản deluxe)                    | Phối khí, sản xuất                                             |
| "Yeah 3x"                   | 2010 | Chris Brown                      | F.A.M.E.                                                        | Sáng tác                                                       |
| "Off & On"                  | 2011 | Sophie Ellis-Bextor              | Make a Scene                                                    | Tất cả nhạc cụ, sắp xếp, sản xuất, sáng tác                    |
| "Where Have You Been"       | 2011 | Rihanna                          | Talk That Talk                                                  | Kỹ thuật âm thanh, sản xuất, sáng tác                          |
| "One Life"                  | 2011 | Mary J. Blige                    | My Life II... The Journey Continues (Act 1) (phiên bản châu Âu) | Tất cả nhạc cụ, kỹ thuật âm thanh, sản xuất, sáng tác          |
| "Only the Horses"           | 2012 | Scissor Sisters                  | Magic Hour                                                      | Đồng sản xuất                                                  |
| "Call My Name"              | 2012 | Cheryl Cole                      | A Million Lights                                                | Tất cả nhạc cụ, sắp xếp, phối khí, sản xuất, sáng tác          |
| "All the Things"            | 2013 | Pitbull hợp tác với Inna         | Meltdown                                                        | Sản xuất bổ sung                                               |
| "I Will Never Let You Down" | 2014 | Rita Ora                         | —                                                               | Sắp xếp, sản xuất, sáng tác                                    |
| "Olé"                       | 2016 | John Newman                      | TBA                                                             | Sắp xếp, sản xuất, sáng tác                                    |

## Remix
| Tựa đề                                           | Năm  | Nghệ sĩ                                             |
| ------------------------------------------------ | ---- | --------------------------------------------------- |
| "Rock Steady"                                    | 2006 | All Saints                                          |
| "Get Down"                                       | 2007 | Groove Armada                                       |
| "Let's Make Love and Listen to Death from Above" | 2007 | CSS                                                 |
| "Great DJ"                                       | 2008 | The Ting Tings                                      |
| "Hearts on Fire"                                 | 2008 | Cut Copy                                            |
| "Uptown"                                         | 2008 | Primal Scream                                       |
| "See the Light"                                  | 2008 | The Hours                                           |
| "Good Days Bad Days"                             | 2008 | Kaiser Chiefs                                       |
| "We Walk"                                        | 2009 | The Ting Tings                                      |
| "The Reeling"                                    | 2009 | Passion Pit                                         |
| "Waking Up in Vegas"                             | 2009 | Katy Perry                                          |
| "Supernova"                                      | 2009 | Mr Hudson hợp tác với Kanye West                    |
| "We Are Golden"                                  | 2009 | Mika                                                |
| "She Wolf"                                       | 2009 | Shakira                                             |
| "One Love"                                       | 2009 | David Guetta hợp tác với Estelle                    |
| "4th of July (Fireworks)"                        | 2010 | Kelis                                               |
| "Promises"                                       | 2011 | Nero                                                |
| "Serious"                                        | 2011 | Manufactured Superstars hợp tác với Selina Albright |
| "Iced Out"                                       | 2011 | Burns                                               |
| "Spectrum (Say My Name)"                         | 2012 | Florence and the Machine                            |
| "DNA"                                            | 2013 | Empire of the Sun                                   |
| "Eat, Sleep, Rave, Repeat"                       | 2013 | Fatboy Slim và Riva Starr hợp tác với Beardyman     |
| "When You Were Young"                            | 2013 | The Killers                                         |
| "How Deep Is Your Love"                          | 2015 | Calvin Harris và Disciples                          |

## Video âm nhạc
| Tựa đề                                                               | Năm  | Đạo diễn                      | Tham khảo |
| -------------------------------------------------------------------- | ---- | ----------------------------- | --------- |
| "Acceptable in the 80s"                                              | 2007 | Woof Wan-Bau                  | [ 122 ]   |
| "The Girls"                                                          | 2007 | Kim Gehrig                    | [ 123 ]   |
| "Merrymaking at My Place"                                            | 2007 | Kinga Burza                   | [ 124 ]   |
| "Dance wiv Me" (Dizzee Rascal hợp tác với Calvin Harris và Chrome)   | 2008 | Mark Anthony Galluzzo         | [ 125 ]   |
| "I'm Not Alone"                                                      | 2009 | Christian Holm-Glad           | [ 126 ]   |
| "Ready for the Weekend"                                              | 2009 | Ben Ib                        | [ 127 ]   |
| "Flashback"                                                          | 2009 | Vincent Haycock               | [ 128 ]   |
| "You Used to Hold Me"                                                | 2010 | Dan & Julian                  | [ 129 ]   |
| "Awooga"                                                             | 2011 | Chưa biết                     | [ 130 ]   |
| "Bounce" (hợp tác với Kelis)                                         | 2011 | Vincent Haycock và AG Rojas   | [ 131 ]   |
| "Feel So Close"                                                      | 2011 | Vincent Haycock               | [ 132 ]   |
| "Off the Record" (Tinchy Stryder hợp tác với Calvin Harris và Burns) | 2011 | Luke Monaghan và James Barber | [ 133 ]   |
| "We Found Love" (Rihanna hợp tác với Calvin Harris)                  | 2011 | Melina Matsoukas              | [ 134 ]   |
| "Let's Go" (hợp tác với Ne-Yo)                                       | 2012 | Vincent Haycock               | [ 135 ]   |
| "We'll Be Coming Back" (hợp tác với Example)                         | 2012 | Saman Keshavarz               | [ 136 ]   |
| "Sweet Nothing" (hợp tác với Florence Welch)                         | 2012 | Vincent Haycock               | [ 137 ]   |
| "Drinking from the Bottle" (hợp tác với Tinie Tempah)                | 2012 | Vincent Haycock và AG Rojas   | [ 138 ]   |
| "I Need Your Love" (hợp tác với Ellie Goulding)                      | 2013 | Emil Nava                     | [ 139 ]   |
| "Thinking About You" (hợp tác với Ayah Marar)                        | 2013 | Vincent Haycock               | [ 140 ]   |
| "Under Control" (cùng Alesso hợp tác với Hurts)                      | 2013 | Emil Nava                     | [ 141 ]   |
| "Summer"                                                             | 2014 | Emil Nava                     | [ 142 ]   |
| "Blame" (hợp tác với John Newman)                                    | 2014 | Emil Nava                     | [ 143 ]   |
| "Slow Acid"                                                          | 2014 | Emil Nava                     | [ 144 ]   |
| "Open Wide" (hợp tác với Big Sean)                                   | 2014 | Emil Nava                     | [ 145 ]   |
| "Burnin'" (với R3hab)                                                | 2014 | Chưa biết                     | [ 146 ]   |
| "Outside" (hợp tác với Ellie Goulding)                               | 2014 | Emil Nava                     | [ 147 ]   |
| "Pray to God" (hợp tác với Haim)                                     | 2015 | Emil Nava                     | [ 148 ]   |
| "How Deep Is Your Love" (với Disciples)                              | 2015 | Emil Nava                     | [ 149 ]   |
| "This Is What You Came For" (hợp tác với Rihanna)                    | 2016 | Emil Nava                     | [ 150 ]   |
| "Hype" (với Dizzee Rascal)                                           | 2016 | Emil Nava                     | [ 151 ]   |
| "My Way"                                                             | 2016 | Emil Nava                     | [ 152 ]   |